# IOS 7
IOS 7 is een besturingssysteem voor mobiele apparaten ontworpen door het Amerikaanse computerbedrijf Apple. De nieuwe versie van het besturingssysteem is de opvolger van iOS 6, dat uitgebracht werd in september 2012. Het besturingssysteem is aangekondigd op het WWDC op 10 juni 2013 en is sinds 18 september 2013 te downloaden voor iPhones, iPads en iPods. De nieuwe versie brengt onder andere een nieuwe vormgeving die ontworpen is door Jonathan Ive. Ive was eerder al verantwoordelijk voor het hardware-ontwerp bij het Amerikaanse computerbedrijf.

## Geschiedenis
Het uitbrengen van iOS 6 in september 2012 viel samen met problemen door het vervangen van Google Maps met Apples eigen kaartdienst, Apple Maps. Na het uitbrengen op grote schaal waren er veel klachten over de kaartdienst die al geüpgraded was naar het nieuwe besturingssysteem, veel klanten hadden te kampen met fouten, vastlopen en onvolledig zijn van de nieuwe kaartdienst. Directeur Tim Cook bood zijn excuses aan voor de fouten in de app en verwees door naar bestaande kaartdiensten in de App Store. Na deze misser werd op 29 oktober 2012 Scott Forstall ontslagen als senior vicepresident van het iOS-project en alle taken en verantwoordelijkheden vielen vanaf toen onder Jonny Ive. Hierdoor werd hij vicepresident van de gebruikersinterface van de hele lijn van Apple producten.
Hierdoor werd het uiterlijk van de gebruikersinterface in iOS 7 compleet opnieuw ontworpen. Het door Steve Jobs en Scott Forstall gesteunde skeuomorfisch ontwerp (houdt in: elementen verwerkt uit herkenbaar dagelijks leven) werd geschrapt ten gunste van de nieuwe interface voor iOS.
IOS 7 bèta 1 werd vrijgegeven op het WWDC 2013 op 10 juni 2013, de 2e bèta op 24 juni 2013 (iPad-ondersteuning toegevoegd), de 3e bèta op 8 juli 2013 en de vierde bèta op 29 juli 2013. Op 6 augustus 2013 werd de vijfde bèta een week eerder uitgegeven dan verwacht. En op 15 augustus werd de zesde bèta ook een paar dagen eerder dan verwacht uitgegeven. Op 10 september werd de golden master uitgegeven. De definitieve versie kwam op 18 september.

## Ondersteunde apparaten
IOS 7 is beschikbaar voor de iPad 2 en hoger, iPad mini en hoger, iPhone 4 en hoger en de vijfde generatie iPod touch.

## Nieuwe functies
Op de presentatie van het ontwikkelaarscongres WWDC 2013 werd er door Apple gesproken over "De grootste verandering van iOS sinds de introductie van de iPhone". De grootste zichtbare verandering van iOS was het uiterlijk van de interface. Voorbeelden hiervan zijn de verfijnde typografie, de nieuwe pictogrammen, transparantie, werken in lagen, natuurkundige aspecten, de Parallax-effecten en de opnieuw vormgegeven standaardapps in iOS.
OS X heeft ook een aantal van die herontwerpen meegekregen. Voorbeelden van elementen die zijn verdwenen zijn de groene achtergrond in Apples Game Center en de houttextuur in de app Kiosk.
Belangrijke veranderingen zijn:
- Het nieuwe controlecentrum is te bereiken door het omhoog vegen vanaf de onderkant van het scherm naar boven. Hierin worden functies weergegeven zoals het in- en uitschakelen van de vliegtuigmodus, het instellen van de helderheid van het scherm, mediafuncties, AirPlay voor het streamen van video en audio en AirDrop voor het delen van bestanden. Ook verschijnen hier snelkoppelingen naar functies zoals de camera, de zaklamp, het kompas en de rekenmachine.
- De app-wisselaar is te bereiken door twee keer op de thuisknop te drukken. De functie is al aanwezig vanaf iOS 4, maar geeft nu ook schermafbeeldingen weer. Daarnaast kunnen apps worden afgesloten door middel van een veegbeweging.
- Voor het eerst bevat de iOS-versie van Safari een universele adresbalk, waarin zoeken als het invoeren van het website-adres mogelijk is.
- De iCloud-sleutelhanger is een dienst die werkt via de iCloud (online opslagdienst). Deze kan wachtwoorden van websites onthouden. Alles wordt opgeslagen op de iCloud en wordt vervolgens gedeeld met alle andere Apple-apparaten die werken op iOS 7 of hoger of OS X 10.9 of hoger.
- In iOS 7 wordt ad-hoc-wifi-bestandsdeling geïntegreerd onder de naam AirDrop. Dat houdt in dat bestanden, zoals foto's en filmpjes gedeeld kunnen worden via een directe draadloze verbinding met een ander (recent) Apple-apparaat.
- Het vergrendelingsscherm is ook flink op de schop gegaan. De mediaknoppen, klok en indeling zijn helemaal veranderd. Het berichtencentrum en het controlecentrum zijn toegankelijk zoals in een gewone app.
- De camera heeft een aantal functies extra gekregen. Het is mogelijk om kleurenfilters toe te passen voordat de foto genomen wordt. Navigeren tussen verschillende modes is nu ook mogelijk via een veegbeweging.
- Op apparaten met Lightning-aansluiting verschijnt een melding over het vertrouwd zijn van een apparaat wanneer deze wordt verbonden met een computer. Hiermee wordt voorkomen dat het apparaat gehackt kan worden via de USB-aansluiting in een oplader.
- De foto-app in iOS 7 gebruikt nu de opgeslagen informatie over de foto, zoals datum en locatie, om de fotocollectie automatisch te rangschikken. Ook wordt deze informatie meegezonden via iCloud-dienst fotostream.
- Siri is een spraakgestuurde assistent op iOS-apparaten waaraan in iOS 7 functies aan toegevoegd zijn. Er is nu keuze uit een (verbeterde) mannen- en vrouwenstem, besturing van systeemfuncties zoals wifi en bluetooth. Ook is er nu foto-, Wikipedia- en Bing-integratie.
- De App Store heeft nu een functie die apps automatisch bijwerkt. Er is een extra tabblad dat "in de buurt" heet en laat populaire apps laat zien die in de buurt gebruikt worden. Daarnaast kan een iTunes-cadeaukaart nu ingescand worden zodat men de code die op het kaartje staat niet handmatig over hoeft te typen.
- De muziek-app heeft een nieuwe opbouw en uiterlijk alsook een nieuwe functie gekregen. Met iTunes Radio was het mogelijk te kiezen uit een aantal muziekstijlen die een soort afspeellijst naar het apparaat streamt. Vanaf iOS 8.4 zijn deze functies geschrapt en onderdeel geworden van Apple Music Radio.
- FaceTime kan nu ook worden gebruikt voor normale gesprekken.